# プラアムジス
プラアムジス（リトアニア語: Praamžius）は、リトアニア神話で言及される神。ペルクナスやパトリムパスほどの明確な特徴を有していない、二次的な神々のカテゴリーに分類されている。

## 解説
プラアムジスは運命を象徴する神で、人間はおろか他の神々や宇宙の運命すら掌握しており、最も共通的かつ原始的な神格と位置づけられている。天空にある宮殿に住み、自然や時間など、あらゆる事象に対して影響力を行使していた。
プラアムジスには、他の地方にも伝わる洪水伝説を想起させるエピソードがある。地上を睥睨していたプラアムジスは、地上で悪行が横行していることに憤慨し、「水」と「風」の怪物を地上に送り込んで、粛清を行った。水と風は地球を拘束し、12日に渡って蹂躙し、壊滅的な打撃を与えた。水によって浸された地上に向けて、プラアムジスが食べていたクルミの殻を吐き出すと、僅かに生き残った人々や動物達が、そのクルミの殻を船代わりにして浸水する地上から逃れた。そのクルミの殻には不思議な力があり、荒れ狂う水や風も手が出せなかった。
やがてプラアムジスは地上の生き物達に憐れみの情を抱くようになり、水と風の怪物を引き下がらせたため、地上には安寧が戻った。人々は男女一組ずつ、世界の各地へと向かっていったが、ただ一組の年老いた男女だけがその場に止まった。子孫を残すことが出来ずに悩んでいた彼らに、プラアムジスは精霊のリンクスミネーを送り、地中に骨が埋葬されている地面の上を指してそこで飛び跳ねるよう促させた。老爺と老婆が飛び跳ねると、そのたびに男女の子供が1人ずつ飛び出てきた。高齢ゆえに12回しか跳ねることが出来なかったが、彼らが飛び跳ねた場所から生まれてきた12組の男女から、リトアニアの12の部族が生まれていったという。